# St. Nikolaus (Gradenegg)

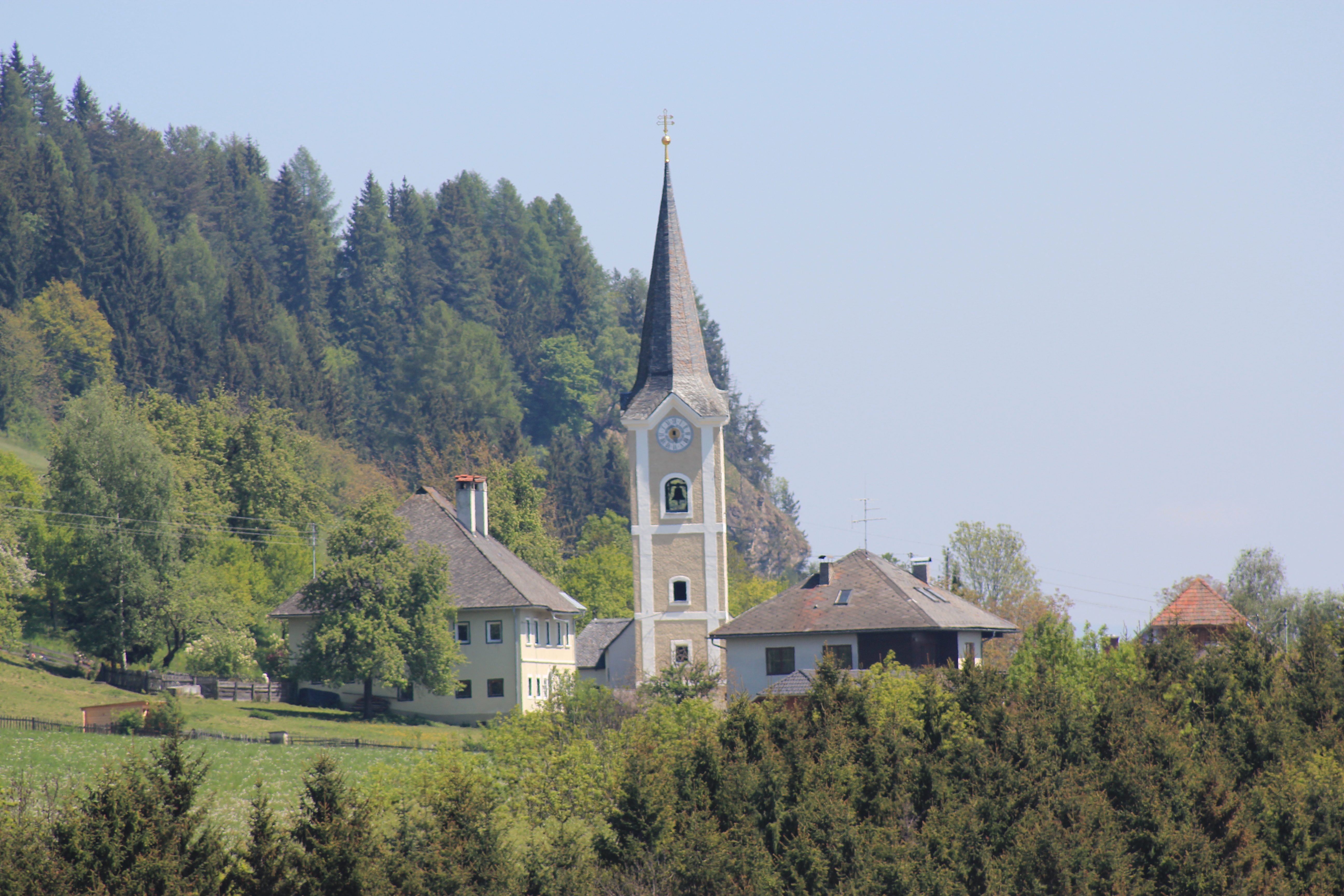
Gradenegg

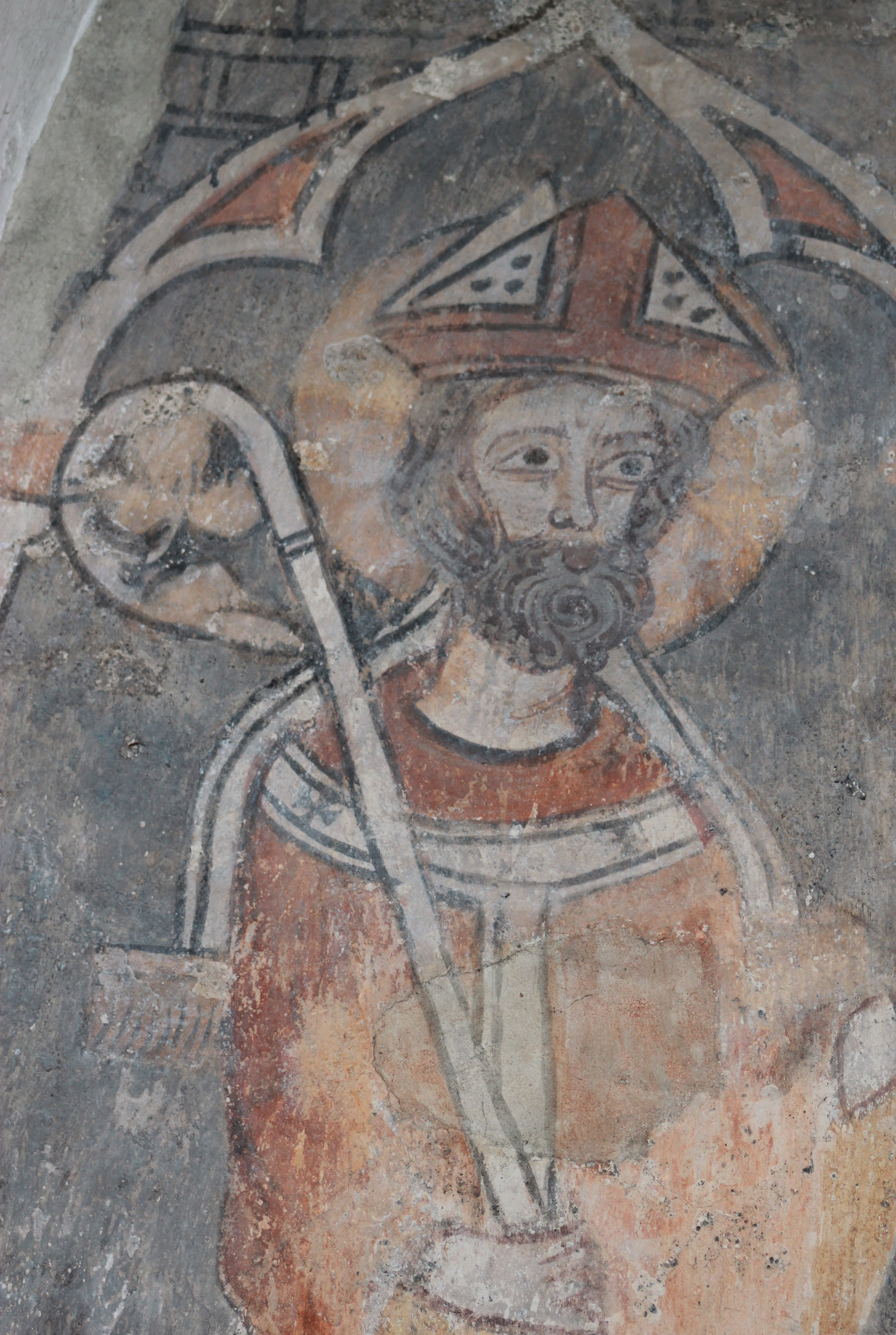
Fresko: Hl. Nikolaus

Die 1285 erstmals urkundlich erwähnte Pfarrkirche Gradenegg ist dem heiligen Nikolaus geweiht. 1994–1998  wurde die in der Gemeinde Liebenfels in Kärnten gelegene Kirche restauriert. Dabei wurde das mit 1788 bezeichnete Architekturdekor wiederhergestellt und das Kirchenschiff und der Turm mit Steinplattln neueingedeckt.

## Bauwerk
Der mittelalterliche Bau wurde mehrmals umgestaltet und besitzt einen vorgestellten spätbarocken Westturm aus dem Jahre 1788 mit einem Spitzhelm aus der zweiten Hälfte des 19. Jahrhunderts. Die Glocke wurde von Georg Fiering 1609 gegossen. Das Kirchenschiff setzt sich aus einem im Kern romanischen Langhaus und einem eingezogenen polygonalen Chor mit Strebepfeilern aus der ersten Hälfte des 14. Jahrhunderts zusammen. Südlich des Chores schließt die Sakristei an und an der Chornordseite ein Kapellenanbau aus dem 16. Jahrhundert. An der Langhaussüdwand befindet sich eine Sonnenuhr mit unkenntlichem Wappenschild.
Betreten wird die Kirche durch ein abgefasstes rundbogiges Westportal. Über dem Langhaus erstreckt sich ein aus dem 16. Jahrhundert stammendes, vierjochiges Netzgratgewölbe auf vorgelegten Wandpfeilern. Ein rundbogiger Triumphbogen verbindet das Langhaus mit dem Chor. Der einjochige Chor mit 3/8-Schluss ist kreuzgratgewölbt, wie auch der quadratische Kapellenanbau.
Die beiden Glasfenster im Chor von 1909 zeigen den heiligen Josef mit Jesuskind und die Erziehung der jungen Maria. Auf den modernen Fenster im Langhaus sind die Heiligen Elisabeth, Hemma, Florian, Leonhard, Isidor und Theresia von Lisieux dargestellt.

## Wandmalereien
Die Fresken im Chor stammten aus der ersten Hälfte des 14. Jahrhunderts. Sie stellen Szenen zur Nikolauslegende, ein Fragment eines Schmerzensmannes, Johannes den Täufer, Johannes den Evangelisten und eine unbekannte Heilige dar.
An der Triumphbogenlaibung wurden Reste der spätromantischen Apsisdekoration mit einer Majestasdarstellung freigelegt. Die Deckenmalereien im Langhaus wurden im 18. Jahrhundert geschaffen und zeigen wieder Szenen zur Nikolauslegende.

## Einrichtung
Der moderne Sakramentsaltar besteht aus Holz. Auf der Tabernakeltüre ist die Verkündigung an Maria in Reliefform dargestellt.
An der rechten Triumphbogenwand steht auf einer Konsole eine Statue des Heiligen Nikolaus aus dem 18. Jahrhundert, die Madonnenschnitzfigur an der linken Triumphbogenwand ist eine Kopie einer gotischen Statue und wurde im 20. Jahrhundert gefertigt. In der Kirche sind die Wappengrabplatten von Franz Freiherr von Aschau (1680) und Maria Theresia Frein von Aschau/Lang (1730) angebracht.